# Hunor i Magor
Hunor i Magor (węg.: Hunor és Magor) – postacie z węgierskiej legendy, przodkowie Hunów i Węgrów. 

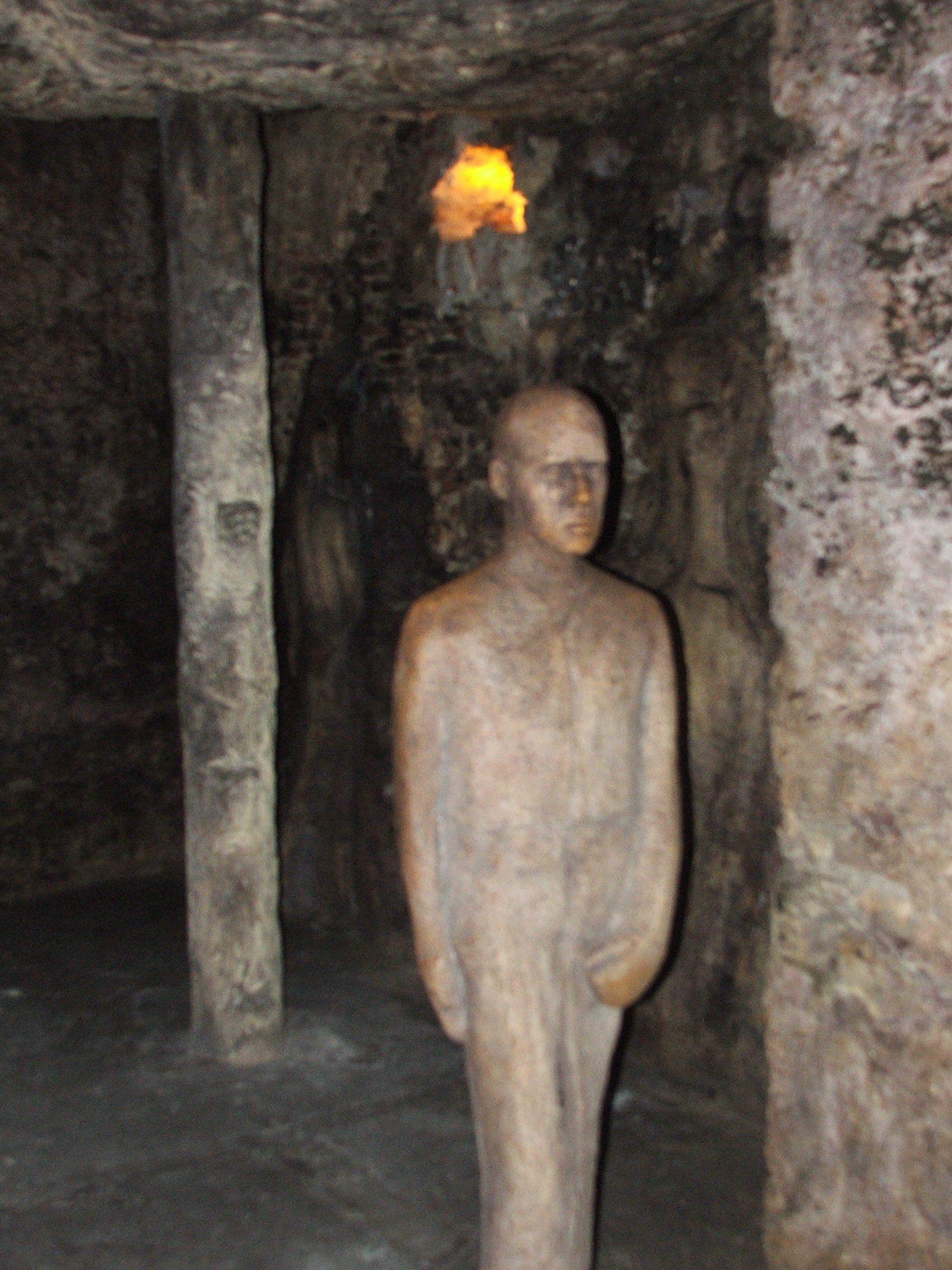
Labirynt Magora, Budapest

Legenda opowiada o cudownym jeleniu (Csodaszarvas), którego dwaj książęta, Hunor i Magor, usiłowali upolować. W czasie polowania jeleń zniknął jednak bez śladu. Hunor i Magor usłyszeli nagle niebiańskie śpiewy i zdecydowali się odnaleźć ich źródło, aż idąc ich tropem, dotarli do jeziora, w którym kąpały się dwie przepiękne młódki. Dziewczęta zobaczywszy ich, uciekły z krzykiem, książęta pogalopowali na koniach za nimi, dogonili i natychmiast zakochali się w nich. W końcu Hunor ożenił się z jedną, Magor z drugą, żyli długo i mieli liczne potomstwo. Potomkowie Hunora dali początek Hunom, a Magora Madziarom (Węgrom).
Pochodzące od władcy Hunów Attyli imię Attila nadal jest nadawanym na Węgrzech imieniem męskim. Powiązanie z Hunami jest też powodem, iż nazwa Węgier w  europejskich językach posiada ten rdzeń słowny: francuski – Hongrie; angielski – Hungary; staroniemiecki – Hungarn (obecnie: Ungarn).